# Proposition 36 de Californie de 2024
 (mars 2025).
Si vous disposez d'ouvrages ou d'articles de référence ou si vous connaissez des sites web de qualité traitant du thème abordé ici, merci de compléter l'article en donnant les références utiles à sa vérifiabilité et en les liant à la section « Notes et références ».
La proposition 36 de Californie de 2024 (en anglais : Proposition 36), est une proposition de modification législative de la Californie concernant l'aggravation des peines d'emprisonnement pour les crimes concernant la drogue et les vols en série.
Cette loi reviendrait en partie sur un abaissement historique des peines d'emprisonnement en 2014. Les citoyens californiens y sont très favorables. Les détracteurs de la proposition estiment que cela conduirait à revenir à des politiques excessivement punitives qui furent prises dans les années 1980 en Californie dans le cadre d'une guerre contre la drogue. De plus, cela augmenterait les frais liés au fonctionnement des établissements pénitenciers.
Finalement, la proposition a été adoptée en novembre 2024.